# Štefan Matuš
Štefan Matuš, slovenski politik, poslanec in elektrotehnik, * 2. september 1959.

## Življenjepis
Leta 1992 je bil izvoljen v 1. državni zbor Republike Slovenije; v tem mandatu je bil član naslednjih delovnih teles:
- Mandatno-imunitetna komisija (od 27. maja 1993),
- Odbor za notranjo politiko in pravosodje,
- Odbor za obrambo in
- Preiskovalna komisija o preiskavi politične odgovornosti posameznih nosilcev javnih funkcij v izvršnih svetih občin in republike za razkroj gospodarskega sistema Iskre.